# Jeanne Golay
Pour les articles homonymes, voir Golay.
Jeanne Golay née le 16 avril 1962 à Coral Gables, est une coureuse cycliste américaine. 

## Biographie
Elle a notamment été championne du monde du contre-la-montre par équipes en 1992, championne des États-Unis du contre-la-montre en 1989 et 1992 et de la course en ligne en 1992, 1994 et 1995, et médaillée d'or de la course en ligne aux Jeux panaméricains de 1991 et 1995.
Elle est intronisée au Temple de la renommée du cyclisme américain en 2008.

## Palmarès
- 1988
  -  Médaillée de la bronze du contre-la-montre par équipes aux championnats du monde sur route
- 1989
  -  Championne des États-Unis du contre-la-montre
  - 3e du Tour du Texas
- 1991
  -  Médaillée d'or de la course en ligne aux Jeux panaméricains
- 1992
  -  Championne du monde du contre-la-montre par équipes (avec Danute Bankaitis-Davis, Janice Bolland, Eve Stephenson)
  -  Championne des États-Unis sur route
  -  Championne des États-Unis du contre-la-montre
  - 2e étape du Theo Koomen Plaquette
  - 4e étape du Bisbee Tour
  - 9e étape du Women's Challenge
  - Omloop van `t Molenheike
  - 3e du Women's Challenge
  - 6e de la course en ligne des Jeux olympiques
- 1993
  - 1re et 7e étapes du Women's Challenge
  - Women's Challenge
  - 2e étape de la Fitchburg Longsjo Classic
  -  Médaillée d'argent du contre-la-montre par équipes aux championnats du monde sur route
  - 3e de la Fitchburg Longsjo Classic
  - 3e de la Killington Stage Race
- 1994
  -  Championne des États-Unis sur route
  - Tour de Somerville
  - Redlands Bicycle Classic
  - 2e, 5e, 7e et 9e étapes du Tour de l'Aude cycliste féminin
  - 1re étape du Women's Challenge
  - 5e et 6e étapes du Tour de Thuringe
  - 2e du Tour de Thuringe
  -  Médaillée de la bronze du contre-la-montre par équipes aux championnats du monde sur route
  -  Médaillée de la bronze de la course en ligne aux championnats du monde sur route
- 1995
  -  Médaillée d'or de la course en ligne aux Jeux panaméricains
  -  Championne des États-Unis sur route
  - 2e étape de la Redlands Bicycle Classic
  - 8e étape du Women's Challenge
  - 4e et 6e étapes du Tour de l'Aude cycliste féminin
  - 2e du Women's Challenge
  - 2e du championnat des États-Unis du contre-la-montre
  - 2e de la Liberty Classic
  - 6e du championnat du monde du contre-la-montre
- 1996
  - 2e étape de l'Étoile des Vosges
  - 2e de la Liberty Classic